# Opel K 180

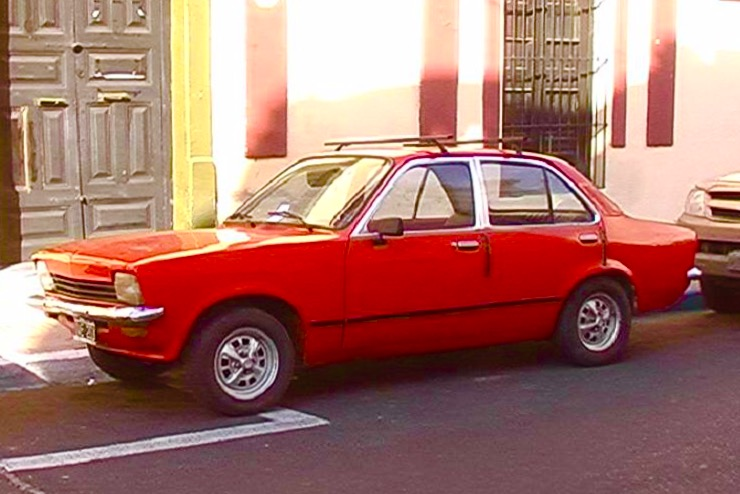
Opel K 180, die argentinische Version des Opel Kadett C

Der Opel K 180 war ein von 1974 bis 1978 produziertes Modell der unteren Mittelklasse von General Motors Argentinien.
1974 führte GM Argentinien den Opel Kadett C ausschließlich als viertürige Limousine auf dem dortigen Markt ein. Angetrieben wurde der Wagen von einem 1,8 Liter großen Reihenvierzylinder mit 86 SAE-PS (63 kW). 1976 wurden dem Grundmodell eine umfangreicher ausgestattete LX-Version und ein sportlich aufgemachter Rally mit jeweils unveränderter Technik zur Seite gestellt. 1978 schloss GM sein argentinisches Zweigwerk und die Produktion des K 180 wurde eingestellt.